# Halina Mikołajska

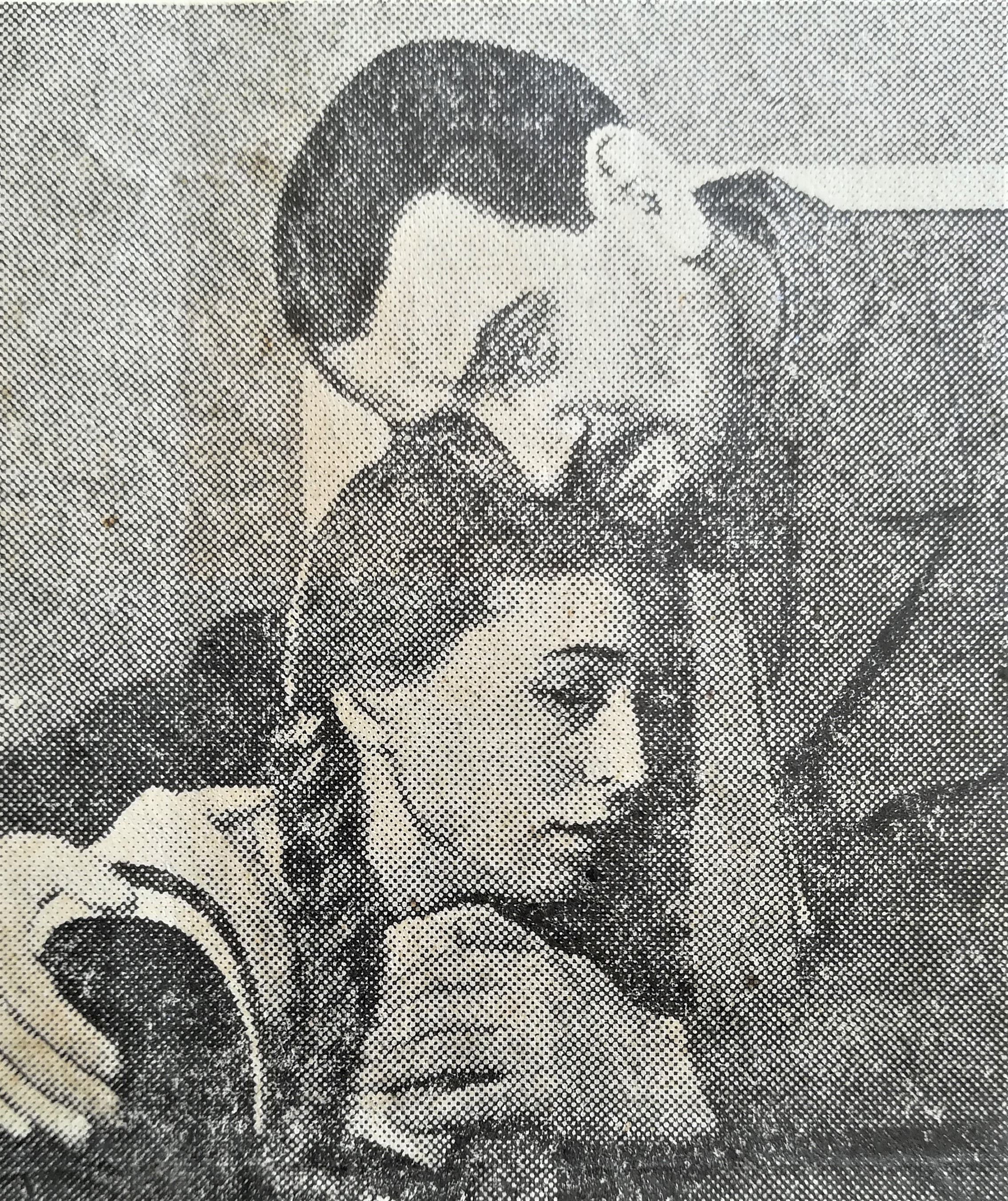
Z Lechem Ludwikiem Madalińskim w Ocaleniu Jakuba Jerzego Zawieyskiego (Kraków, 1947)

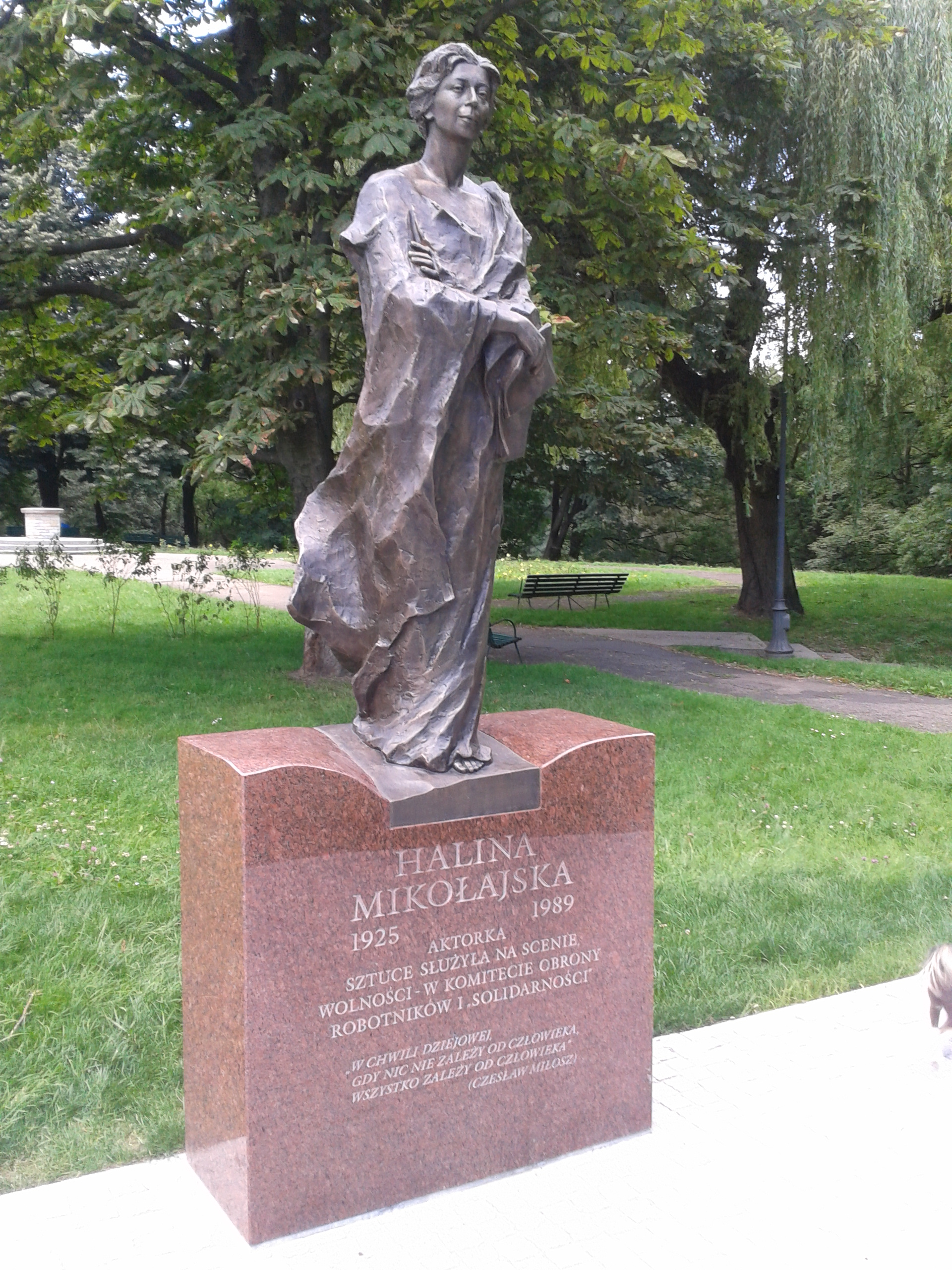
Pomnik Haliny Mikołajskiej w Parku Marszałka Edwarda Rydza-Śmigłego

Halina Mikołajska-Brandys (ur. 22 marca 1925 w Krakowie, zm. 22 czerwca 1989 w Warszawie) – polska aktorka i reżyserka.

## Życiorys
Urodziła się w rodzinie Mariana Mikołajskiego (ur. 1894) i Marii z Piątkowskich.

## Działalność
W czasie wojny występowała w krakowskim Teatrze Podziemnym Adama Mularczyka. 
Po wojnie, w latach 1945–1946 studiowała na wydziale chemii UJ. Uczyła się w Państwowej Szkole Dramatycznej przy Starym Teatrze w Krakowie, którą ukończyła w 1947 roku. Na zawodowej scenie debiutowała rolą Eurydyki w Orfeuszu w reżyserii Władysława Woźnika. Występowała w Krakowie w sztukach: Otello Williama Szekspira, Maskarada Jarosława Iwaszkiewicza, Judyta Charlesa Peyreta-Chappuisa, Trzy siostry Czechowa. W 1949 roku wystąpiła w Teatrze Kameralnym we Wrocławiu w Niemcach Leona Kruczkowskiego, gdzie grała postać Ruth.
Od 1950 roku mieszkała w Warszawie. Początkowo występowała w Teatrze Polskim. Uznanie zdobyła dzięki dwóm rolom: Amelii w Horsztyńskim Juliusza Słowackiego i Ethel w Juliuszu i Ethel Leona Kruczkowskiego. W 1955 roku zaangażowała się w działanie nowo powstałego Teatru Domu Wojska Polskiego, który w 1957 roku został przemianowany na Teatr Dramatyczny. Zagrała w nim 10 ról, wykreowała między innymi swoje wielkie role: Racheli w Weselu Stanisława Wyspiańskiego, Szen-Te i Szui-Ta w Dobrym człowieku z Seczuanu Bertolta Brechta, Starej w Krzesłach Eugène Ionesco. Także w Teatrze Dramatycznym debiutowała w 1957 roku jako reżyser inscenizacją prapremierową dramatu Iwona, księżniczka Burgunda (1958) Witolda Gombrowicza.
Swoją dalszą karierę związała z Teatrem Współczesnym Erwina Axera i Teatrem Narodowym. Występowała w kolejnych sztukach: Agamemnonie Ajschylosa, Kordianie Słowackiego, Marii Stuart Fryderyka Schillera, Dawnych czasach Harolda Pintera, Punkcie przecięcia Paula Claudela, ponownie Trzech siostrach, Wiśniowym sadzie Czechowa, Janie Gabrielu Borkmanie Henryka Ibsena, Matce i Kurce Wodnej Stanisława Ignacego Witkiewicza. W latach 1976–1981 ze względu na swoją działalność opozycyjną praktycznie nie występowała na zawodowej scenie. W 1982 roku, po powrocie z internowania zagrała jako Hestia w Wyzwoleniu Wyspiańskiego i otrzymała od publiczności Teatru Polskiego wielominutowe brawa. W latach 80. działała w obrębie kultury niezależnej – deklamowała poezję i prezentowała monodramy. Ostatnią jej rolą była Maria Schwartz w Terrorystach Ireneusza Iredyńskiego.
W latach 1953−1962 była wykładowczynią warszawskiej Państwowej Wyższej Szkoły Teatralnej.

### Działalność opozycyjna
W późniejszym okresie PRL-u (koniec lat 60) była działaczką opozycji. Podpisała Memoriał 59. Od 1976 roku była członkinią Komitetu Obrony Robotników (KOR), a następnie Komitetu Samoobrony Społecznej „KOR” (KSS „KOR”). W styczniu 1978 podpisała deklarację założycielską Towarzystwa Kursów Naukowych. Wielokrotnie nękana przez Służbę Bezpieczeństwa. Znalazła się wśród artystów, którzy nie mogli występować w radio i w telewizji, a później także i w teatrze.
W okresie stanu wojennego Halina Mikołajska została internowana, przebywała w Jaworzu, Gołdapi i Darłówku.  

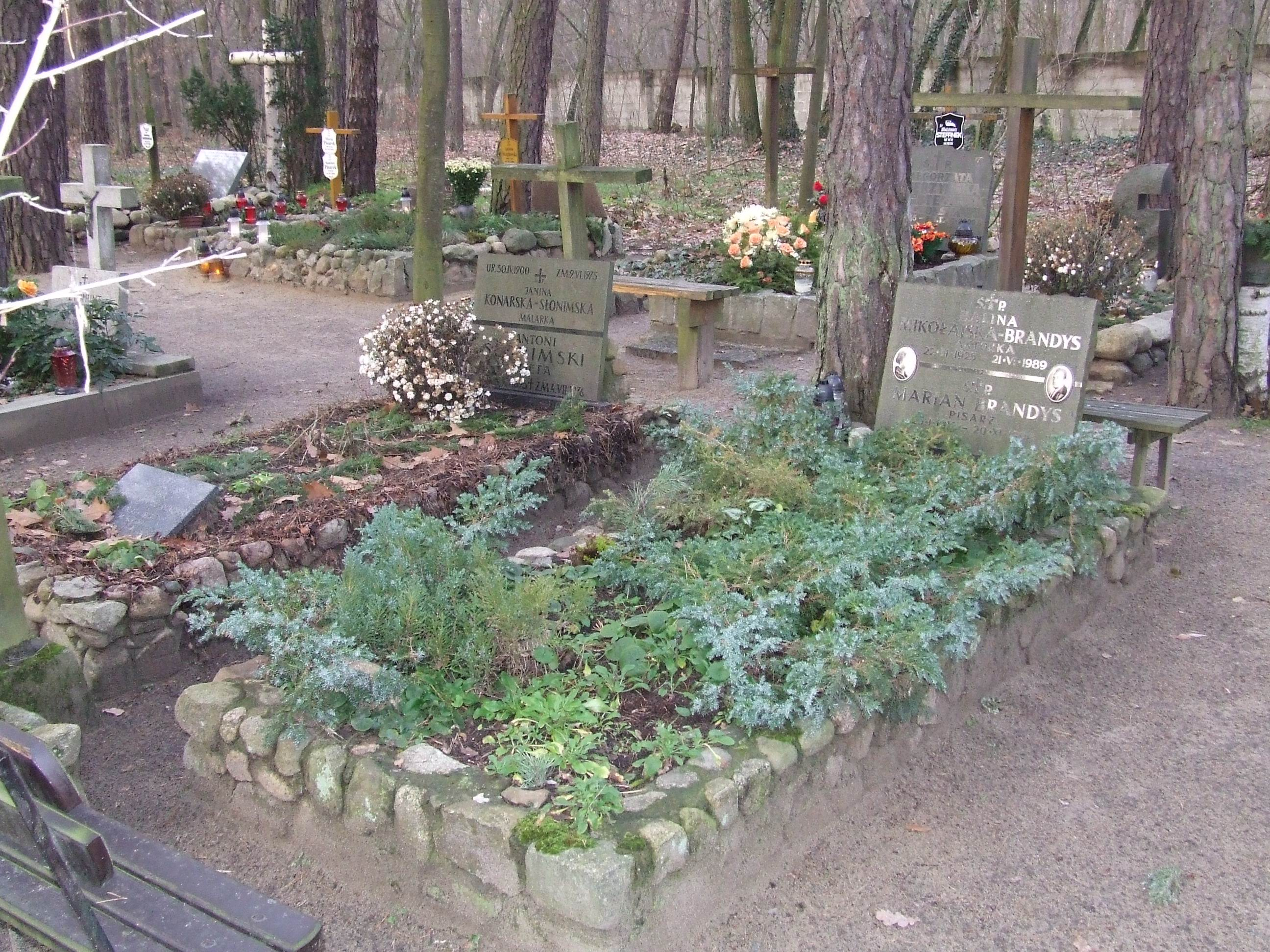
Grób Mariana Brandysa i Haliny Mikołajskiej na cmentarzu leśnym w Laskach

Przed śmiercią wzięła udział w pierwszych częściowo wolnych wyborach 4 czerwca 1989.
Zmarła w Warszawie, pochowana na cmentarzu leśnym w Laskach (kwatera D-VII-13).

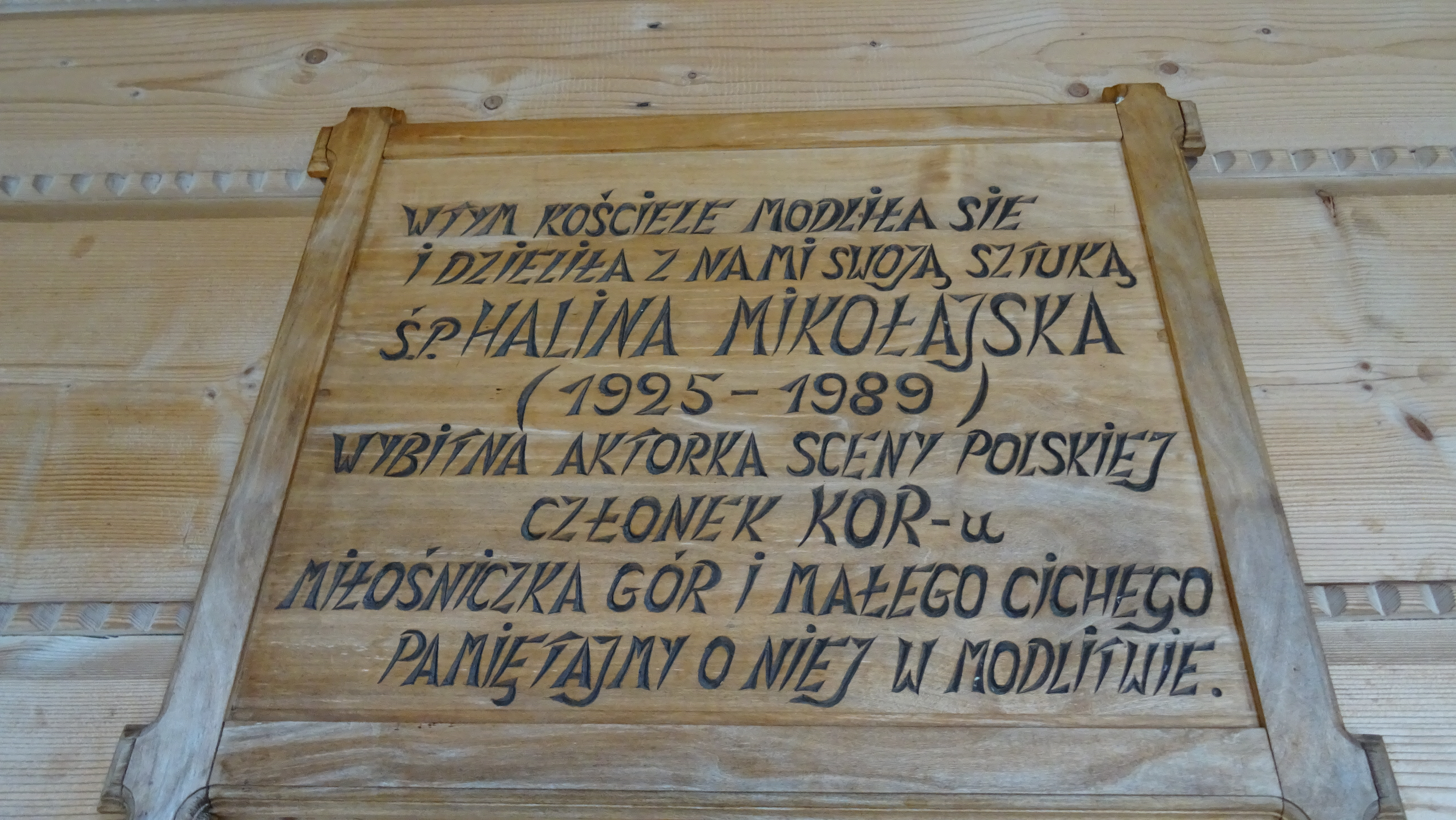
Tablica pamięci Haliny Mikołajskiej na ścianie kościoła św. Józefa w Małem Cichem

## Życie prywatne
Jako 19-latka poślubiła architekta Janusza Ballenstedta, drugim mężem był malarz Aleksander Stefanowski. Ostatnim mężem był pisarz Marian Brandys. W 1976 roku przeżyła próbę samobójczą. Ciotka Antoniny Krzysztoń.

## Filmografia
- Przygoda na Mariensztacie (1953) jako murarka
- Eroica (1957)
- Nikt nie woła (1960) jako Olga Stareńska
- Drugi brzeg (1962) jako kobieta z dzieckiem
- Przy torze kolejowym (1963)[6] jako Żydówka
- Życie rodzinne (1970) jako Jadwiga, ciotka Wita i Belli
- Dama Pikowa (1972) jako hrabina Anna Fiedotowna
- Nagrody i odznaczenia (1973) jako współpracowniczka NSZ
- Bilans kwartalny (1974) jako Róża, kierowniczka działu Marty
- Barwy ochronne (1976) jako aktorka recytująca wiersze Baczyńskiego i Szymborskiej
- Kartka z podróży (1983) jako babcia Grossmanowa

## Ordery i odznaczenia
- Krzyż Komandorski Orderu Odrodzenia Polski (pośmiertnie, 2006)
- Krzyż Oficerski Orderu Odrodzenia Polski (1963)
- Krzyż Kawalerski Orderu Odrodzenia Polski (1954)
- Odznaka 1000-lecia Państwa Polskiego (1967)

Źródło:.

## Nagrody i wyróżnienia
- 1951 – Nagroda Państwowa II stopnia (zespołowa) za rolę Anny w przedstawieniu „Grzech” Stefana Żeromskiego w reżyserii Bohdana Korzeniewskiego w Teatrze Polskim w Warszawie
- 1955 – Nagroda Państwowa II stopnia (zespołowa) za rolę Ethel w przedstawieniu „Juliusz i Ethel” Leona Kruczkowskiego w reżyserii Aleksandra Bardiniego w Teatrze Polskim w Warszawie[8]
- 1958 – nagroda Komitetu do spraw Polskiego Radia i Telewizji za rolę Warwary w audycji radiowej „Biedni ludzie” wg Fiodora Dostojewskiego
- 1970 – Złoty Ekran za najlepsze role kobiece w widowiskach Teatru Telewizji – role Tetydy w spektaklu „Andromacha” Eurypidesa w reżyserii Jana Maciejowskiego, Róży w „Cudzoziemce” Marii Kuncewiczowej w reżyserii Jana Kulczyńskiego, rolę w „Dużej sali” Valde van Jakoba w reżyserii Aleksandra Bardiniego i Anastazji ze sztuki Stanisława Ignacego Witkiewicza „W małym dworku” w reżyserii Zygmunta Hübnera
- 1970 – „Róża” - wyróżnienie redakcji tygodnika „Kobieta i życie”[9]
- 1971 – nagroda Komitetu do spraw Polskiego Radia i Telewizji za rok 1970 za kreacje aktorskie w Teatrze Telewizji

Źródło:.

## Upamiętnienie
4 czerwca 2012 w Parku Marszałka Edwarda Rydza-Śmigłego w Warszawie koło budynku Senatu został odsłonięty pomnik aktorki autorstwa Krystyny Fałdygi-Solskiej. Odsłonięcia pomnika dokonali prezydent Bronisław Komorowski i Danuta Szaflarska. 
Imię Haliny Mikołajskiej nosi Mała Scena Teatru Dramatycznego Miasta Stołecznego Warszawy w Pałacu Kultury i Nauki. 